# Стандартна сонячна модель
Стандартна модель Сонця (англ. Standard solar model) - математичне уявлення Сонця у вигляді газової кулі (різною мірою іонізованої), в якому водень у внутрішній області стає повністю іонізованою плазмою. Ця модель, що є сферично-симетричною квазістатичною моделлю зорі, має структуру, яка описується декількома диференціальними рівняннями, що виводяться з основних принципів фізики. Модель має обмеження у вигляді граничних умов, а саме світності, радіусу, віку та складу Сонця, які визначені досить точно.
Вік Сонця не можна виміряти безпосередньо; одним із способів його оцінки є вік найстаріших метеоритів та моделі еволюції Сонячної системи. Склад фотосфери сучасного Сонця включає за масою 74,9% водню і 23,8% гелію. Важчі елементи, звані в астрономії металами, становлять менше 2% маси. Стандартна модель Сонця використовується для тестування теорії зоряної еволюції. Насправді єдиним способом визначення двох вільних параметрів моделі зоряної еволюції (вміст гелію та масштаб перемішування) є вписування моделі у спостережні дані.

## Калібрування моделі
Вважається, що зоря має нульовий вік, коли за припущеннями вона має однорідний склад і тільки починає створювати більшу частину випромінювання при ядерних реакціях; таким чином, ми нехтуємо часом стиснення з газопилової хмари. Для створення стандартної моделі розглядається зоря масою одна маса Сонця за нульового віку і чисельно оцінюється її еволюція до поточного віку Сонця. Поряд з інформацією про вміст елементів, розумна оцінка світності при нульовому віці (така як поточна світність Сонця) перекладається ітеративно в коректне значення для моделі; температура, тиск і щільність обчислюються під час вирішення рівнянь зоряної структури у припущенні стаціонарного стану зірки. Потім виробляються чисельні розрахунки параметрів до поточного віку зорі. Відмінність виміряних значень світності, вмісту важких елементів на поверхні та інших параметрів від передбачених у межах моделі може використовуватися для уточнення моделі. Наприклад, з моменту утворення Сонця деяка кількість гелію і більш важких елементів зникла з фотосфери внаслідок. В результаті фотосфера Сонця в даний час містить приблизно 87% від кількості гелію і важких елементів у протозірковій сонячній атмосфері. На стадії протозорі фотосфера містила 71,1% водню, 27,4% гелію і 1,5% металів. Для створення точнішої моделі потрібно краще знати параметри дифузії.

## Чисельне моделювання рівнянь зоряної структури
Диференціальні рівняння будови зір, такі як рівняння гідростатичної рівноваги, чисельно інтегрують. Диференціальні рівняння в даному випадку наближаються різницевими рівняннями. Зорю представляє сукупністю сферичних оболонок, чисельне інтегрування проводиться за величиною малих приростів радіусів оболонок із застосуванням рівняння стану, що дає співвідношення на тиск, прозорість і темп виробництва енергії залежно від щільності, температури та хімічного складу.

## Еволюція Сонця
Ядерні реакції в ядрі Сонця змінюють його хімічний склад переробкою в ядрі водню на гелій шляхом протон-протонних реакцій і (меншою мірою в Сонці і більшою мірою в масивних зірках) шляхом CNO-циклу. При цьому молекулярна вага речовини в ядрі зростає, що призводить до зниження тиску. Оскільки ядро починає стискатися, зниження тиску в цілому не відбувається. По теоремі виріала половина гравітаційної потенційної енергії, що виділилася при стисканні, йде на розігрів ядра, інша половина випромінюється. За законом для ідеального газу підвищення температури також призводить до підвищення тиску, завдяки чому відновлюється гідростатична рівновага. Світність Сонця підвищується зі збільшенням температури, що призводить до підвищення темпу ядерних реакцій. Зовнішні шари розширюються для компенсації підвищення градієнтів температури та тиску, тому радіус також збільшується.